# خوسيه لويس غاسبار
خوسيه لويس غاسبار هو منافس ألعاب قوى كوبي، ولد في 25 أغسطس 1995.

## وصلات خارجية
- خوسيه لويس غاسبار على موقع الاتحاد الدولي لألعاب القوى (الإنجليزية)
- خوسيه لويس غاسبار على موقع أوليمبيديا (الإنجليزية)